# Kompleks krystaliczny skorupy ziemskiej
Kompleks krystaliczny skorupy ziemskiej – jeden z dwóch głównych kompleksów skał tworzących skorupę Ziemi, obok kompleksu osadowego.

## Skorupa kontynentalna
Skorupa kontynentalna ma budowę warstwową. Była dzielona na dwie warstwy: górną warstwę granitową i dolną warstwę bazaltową. Podział ten jest uproszczony, a w wielu miejscach globu w ogóle nie znajduje zastosowania. W większości miejsc krystaliczna skorupa kontynentalna składa się z trzech warstw. Horyzont górny, o prędkościach sejsmicznych fal P od 5,8 do 6,4 km/s, składa się ze skał kwaśnych takich jak granity, granitognejsy i gnejsy. Warstwę środkową, o prędkościach fal P od 6,5 do 6,7 km/s, tworzą granodioryty, dioryty kwarcowe i enderbity. Zachodzą w niej intensywne procesy granityzacji i migmatyzacji. Horyzont dolny charakteryzuje prędkość fal P od 6,8 do 7,4 km/s, tworzą go skały obojętne i zasadowe: dioryty, anortozyty, amfibolity i gabra. Lokalnie podział może być inny, nieraz dużo bardziej złożony.

## Skorupa oceaniczna
Kompleks krystaliczny skorupy oceanicznej składa się z dwóch warstw. Warstwa górna o prędkości fal P od 4 do 6 km/s składa się z bazaltów toleitowych w postaci law poduszkowych i głębiej zespołów dajek. Warstwę dolną o prędkości fal P od 6,5 do 7,7 km/s prawdopodobnie tworzą gabra hornblendowe, dioryty i diabazy, być może także serpentynity.